# 雷桂英
雷桂英（1928年—2007年4月25日），南京江寧人。她是少數願意公開承認在抗日戰爭時被日軍性侵犯，又被迫作慰安婦的中國女性。

## 生平經歷
雷桂英7歲時父親去世，母親在祭墳時被人強行搶走，她由江寧上峰村一直流落至湯山，被人收留作為童養媳。
9歲時日軍掃蕩湯山鎮，雷桂英在家中灶堂首次被2名日軍強暴。之後再有4次被日軍強暴的經歷。13歲（約為1941年8、9月）為謀生計，被騙往一戶姓「山本」的日本人家中帶小孩，到達後被強迫為慰安婦，每天接待少則3、4個，多則5、6個日軍。
日軍的暴行對雷桂英造成嚴重傷害：被日軍強暴時，她被槍托在頭上打了兩下，留下傷患。在被迫作慰安婦期間，她因為反抗，被日軍用刀刺傷大腿，導致日後大腿殘疾、肌肉萎縮；也因為多次被強暴，導致不能生育。
被關在慰安所一年多後，在1943年春天的1個晚上，雷桂英謊稱如廁，借機逃出。17歲結婚，但因為失去生育能力，只能收養了1子1女。早年曾作小販賣油條為生，1982年丈夫去世後，依兒子媳婦而居，靠著征地補償費和政府每月發放的低保救助生活。
她在2007年4月25日因腦溢血於南京逝世，享壽79歲。病危期間，得到南京各界廣泛關注，並為她籌集醫療費用。

## 控訴戰爭罪行
在2006年（即雷桂英去世前一年），雷桂英受朝鮮慰安婦朴永心到南京指認慰安所遺址的行動鼓舞，決定向報章公開指證日本侵華期間的罪行。2007年3月她參加了南京民間抗戰史料館第2次學術沙龍「侵華日軍南京的慰安婦調查和研究」，向歷史學者提供證詞。此外，她捐出當日慰安所發給慰安婦作消毒下體用的一瓶高錳酸鉀消毒粉末作為物證，也明確指出了當年南京其中2座慰安所的確實地址。